# Johan Magnus Sjöberg
Johan-Magnus Sjöberg, född 7 juni 1953 i Östra Grevie, är en svensk tonsättare, organist och kördirigent.
Sjöberg var anställd som kyrkomusiker i Sankt Hans församling, Lund, fram till 2003, då han tillträdde tjänsten som organist i Lunds Allhelgonaförsamling. Sjöberg har studerat till körpedagog vid Musikhögskolan i Malmö och leder ett antal körer. Han har varit dirigent för Lunds akademiska kör och varit förbundsdirigent i Sveriges Kyrkosångsförbund. Sjöberg har också varit verksam som lärare vid Musikhögskolan i Malmö och bland annat undervisat i kördirigering. Mellan 2003 och 2007 var han musikkonsulent i Lunds stift.
Som tonsättare är han autodidakt. 1990 invaldes han i Föreningen Svenska Tonsättare.

## Priser och utmärkelser
- 1988 – Lunds kulturstipendium
- 1997 – Årets körledare

## Kompositioner (urval)
- Ecce dies veniunt för tre körer, två trumpeter, två tromboner och orgel
- Missa Brevis för blandad kör och 4 solister
- Hör, där är min vän (Listen! My Lover) för damkör och band
- Windows för kammarorkester och band
- Bells för orgelsolo
- Basic Music för fagott, trombon, cello och band
- O sing unto the Lord a new song för sopran- och tenorsolo, blandad kör och tape
- Around för flöjt, kör och slagverk
- Four Minimal Dances for a Minimal Instrument för orgel
- Marias lovsång för två körer, två trumpeter och två tromboner
- Ave Maria för damkör
- Once again, once more, but... för orgel
- Loops för orgel och symphonic band
- En liten Hipp serenad för dubbel blåskvintett
- Provoking för barnkör, band och publik
- Again för flöjt, slagverk och band
- De levandes mod för solister, recitatör, blandad kör och orgel (Oratorium)
- Stråkkvartett 2 för stråkkvartett
- Rotate för symfoniorkester
- O Praise the Lord all ye nations för sopran- och tenorsolo och två körer
- Vuolle för orgel
- Va?!?! för Konsert för blockflöjt
- Ave Maria för mezzosopran och viola
- På honom ska Herrens ande vila för två körer och två sopraner
- Per flauto för flöjt
- Bridge för stråkorkester
- Snapshots för fem tenorblockflöjter
- Tystnader för blåskvintett
- Liturgi för orgel
- Herre, vår Gud, tag emot oss för blandad kör och orgel
- Just for fun för flöjt och marimba
- Psalm 113 för kör a cappella
- A late tribute to John and Morton för piano
- Psalm 112 "Laudate pueri" för kör a cappella och tenorsolo
- Two keltic prayers för fyra tenorer och fyra basar a cappella
- Tre psaltarpsalmer för baryton och orgel
- Song för trumpet och orgel
- Vishetens vägar, Oratorium för kör, två sopraner, stråkkvartett, piano och slagverk
- Tre antifoner för två sopraner, alt, tenor och bas a cappella
- Kom i ditt rike, Kantat för Kör och orgel
- Nio enkla imitationer för orgel
- Sex korta körsånger för kör
- Alleluia för tre körer
- Ur djupen ropar jag till Dig för kör, stråkkvartett och orgel
- Sänd ditt bröd över vatten för kör
- Tre vårvisor för kör a cappella
- Nio psaltarpsalmer för kör
- Speccio per organo för orgel
- I ringhet kommer Han, Kantat för sopransolo, deklamerare, kör, sex trumpeter, slagverk och orgel
- Amen för kör a cappella
- Jesu ord på korset för barytonsolo, åtta röster, violin, viola, cello och piano
- Italienska anteckningar för fem bandspelare
- Cantilenor för orgel
- Vind och hymner för nyckelharpa och orgel
- Passacaglia för en orgel och två organister för orgel
- Tre Intermezzi för trumpet och orgel
- Preludium, Choral, Alleluia och Postludium för flöjt, orgel och live elektronik ad. lib.
- Tre Lutherkoraler för orgel
- Tre Kanonsånger för barn-ungdomskör, piano och orgel
- The Peace of God för kör a cappella
- Vad du är skön min älskade för blandad kör a cappella
- Ett barn är oss fött för kör och instrumentalensemble
- Invigningsfanfar (Hymnfanfar) för tre basuner, crotales och blandad kör
- Klagosånger och danser för sopransaxofon/altsaxofon och orgel
- Kväll i inlandet för blandad kör a cappella
- Tantum ergo för damkör a cappella
- Rondo per Organo för orgel
- The Peace of God för soloflöjt, marimba och stråkar
- Alleluia för blandad kör a cappella
- Cantate Domino för blandad kör a cappella
- Tre Keltiska sånger för två sopraner, två altar och baryton
- Meditation för klarinett och orgel
- Adagio för stråkorkester
- Cantemus in omni die för damkör a cappella
- Symeons Lovsång för blandad kör a cappella
- Laetentur coeli för blandad kör och orgel